# Фізика конденсованих середовищ

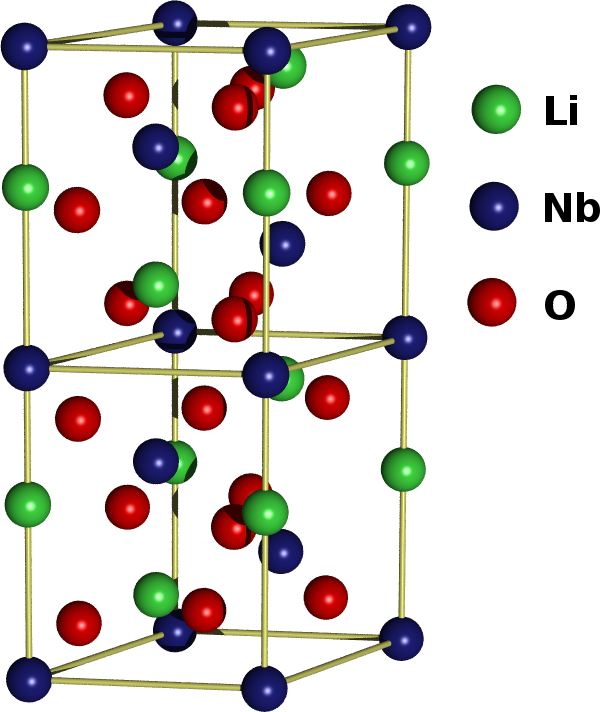
Елементарна комірка кристала ніобату літію (LiNbO_{3})

Фі́зика конденсо́ваного середо́вища — широка галузь фізики, що вивчає поведінку складних систем (тобто систем із великою кількістю ступенів свободи) зі сильним зв'язком між складовими частинками. Принципова особливість еволюції таких систем полягає в тому, що її (еволюцію всієї системи) не вдається розділити на еволюцію окремих частинок. Тому доводиться аналізувати поведінку всієї системи в цілому. Як результат, часто замість руху окремих частинок розглядаються колективні коливання. При квантовому описі, ці колективні ступені свободи стають квазічастинками. 
Фізика конденсованого середовища — одна із найбагатших галузей сучасної фізики, як з точки зору математичних моделей, так і з точки зору застосування в прикладних областях. Конденсовані середовища із найрізноманітнішими властивостями зустрічаються всюди: звичайні рідини, кристали та аморфні речовини, матеріали зі складною внутрішньою структурою (до яких належать і м'які конденсовані середовища), квантові рідини (електронна рідина в металах, нейтронна — в нейтронних зорях, надплинні середовища, атомні ядра), спінові ланцюжки, магнітні моменти, складні мережі тощо. Часто їхні властивості бувають настільки складні та багатогранні, що доводиться попередньо розглядати спрощені математичні моделі. В результаті пошук та дослідження точно розв'язних математичних моделей конденсованих середовищ став одним із найактивніших напрямків у фізиці конденсованих середовищ. 
Основні галузі досліджень:
- фізика твердого тіла
- мезоскопічна фізика
- м'яка конденсована речовина
- квантовий ефект Хола
- надпровідність
- сильно корельовані системи
  - спінові ланцюжки[1]
  - високотемпературна надпровідність
- фізика невпорядкованих систем
- нанотехнології

## Теоретична фізика
Теоретична фізика конденсованих середовищ передбачає використання низки теоретичних моделей для пояснення властивостей станів матерії. Вони охоплюють моделі для дослідження електронних властивостей твердих тіл, таких як модель Друде, зонної структури та теорії функціонала густини. Теоретичні моделі також були розроблені для вивчення фізики фазових переходів, такі як теорія Гінзбурга-Ландау, критичні індекси і використання математичних методів квантової теорії поля і ренормгруппа. Сучасні теоретичні дослідження передбачають використання чисельного розрахунку електронної структури та математичних інструментів, які дозволяють зрозуміти такі явища, як високотемпературна надпровідність, топологічні фази та калібрувальні симетрії.

## Експериментальна фізика
Експериментальна фізика конденсованих середовищ включає використання експериментальних методів з метою виявлення нових властивостей матеріалів. Такі методи охоплюють вивчення впливу електричних і магнітних полів, вимірювання функцій відгуку, транспортних властивостей і термометрії. Серед найбільш поширених експериментальних методів рентгенівська спектроскопія, інфрачервона спектроскопія, непружне розсіяння нейтронів; вивчення теплового відгуку, тобто питомої теплоємності і теплопровідності.